# Mazavou
Mazavou est un village du Cameroun situé dans la Région de l'Extrême-Nord à proximité de la frontière avec le Nigeria et dans les monts Mandara. Il dépend sur le plan administratif du canton de Guili, de la commune de Bourrha et du département de Mayo-Tsanaga. Mazavou est à 90 km de route de Maroua et à environ 754 km de Yaoundé la capitale,.

## Population
Le recensement de 2005 dénombre 2 374 habitants à Mazavou.

## Climat
Selon la classification de Köppen-Geiger, Mazavou a un climat de type désertique (BWh). La température moyenne annuelle est de 28,7° et les précipitations sont en moyenne de 726,2 mm.